# Pekinška opera
Pekinška opera (kineski: 京剧; pinjin: Jīngjù) najdominantnija je forma kineske opere koja kombinuje muziku, vokalno izvođenje, mimiku, ples i akrobatiku. Ona je nastala je u Pekingu, tokom sredine perioda dinastije Ćing (1636–1912), a postala je potpuno razvijena i prepoznatljiva sredinom 19. veka. Ova forma je bila izuzetno popularna na Ćing dvoru i smatra se jednim od kulturnih bogatstava Kine. Glavne izvođačke trupe su bazirane u Pekingu, Tjencinu i Šangaju. Ova umetnička forma je takođe sačuvana na Tajvanu, gde je poznata i kao Guoju Guójù (kineski: 國劇; doslovno: "nationalna opera"). Ona se isto tako proširila se na druge regione kao što su Sjedinjene Države i Japan.
Pekinška opera ima četiri glavna tipa uloge: šeng (gospodin), dan (žene), đing (grubi muškarci) i čou (klovnovi). Izvođačke trupe često imaju po nekoliko glumaca od svakog tipa, kao i brojne sekundarne i tercijarne izvođače. Izvođači su sa svojim složenim i živopisnim kostimima jedina fokusna tačka na karakteristično uglavnom praznoj sceni pekinške opere. Oni koriste veštine govora, pesme, plesa i borbe u pokretima koji su simbolički i sugestivni, a ne realni. Pre svega, veština izvođača se ocenjuje se prema lepoti njihovih pokreta. Izvođači se takođe pridržavaju različitih stilskih konvencija koje pomažu publici da navigira u planu produkcije. Slojevi značenja unutar svakog pokreta moraju se izražavati u koraku sa muzikom. Muzika pekinške opere može se podeliti na stilove kipi xīpí (西皮) i èrhuáng (二黄). Melodije uključuju arije, fiksno podešene melodije i obrasce udaraljki. Repertoar pekinške opere obuhvata preko 1.400 dela koja su zasnovana na kineskoj istoriji, folkloru i, sve više, savremenom životu.
Tradicionalna pekinška opera proglašena je „feudalističkom” i „buržoaskom” tokom Kulturne revolucije (1966–1976) i zamenjena je revolucionarnim operama kao sredstvom propagande i indoktrinacije. Nakon Kulturne revolucije, ove transformacije su u velikoj meri poništene. Poslednjih godina pekinška opera pokušala je brojne reforme kao odgovor na opadajući obim publike. Ove reforme, koje uključuju poboljšanje kvaliteta performansi, prilagođavanje novih elemenata izvođenja i izvođenje novih i originalnih predstava, naišle su na mešoviti uspeh.

## Etimologija
„Pekinška opera” je naziv umetničke forme. Ovaj termin je ušao u Oksfordski engleski rečnik 1953. godine. „Bejđinška opera”" je noviji ekvivalent imena.
U Kini je ova umetnička forma bila poznata pod mnogim imenima u različitim vremenima i na raznim mestima. Najranije kinesko ime, Pihuang, bilo je kombinacija sipi i erhuang melodija. Kako je rasla popularnost, njeno ime je postalo Đingđu ili Đingsi, što je odražavalo njen početak u glavnom gradu (kineski: 京; pinjin: Jīng). Od 1927. do 1949. godine, kada je Peking bio poznat pod nazivom Bejping, Pekinška opera bila je poznata pod nazivom Pingsi ili Pingđu kako bi odražavala ovu promenu. Konačno, uspostavljanjem Narodne Republike Kine 1949. godine ime prestonice je vraćeno u Peking, a formalno ime ovog pozorišta u kontinentalnoj Kini uspostavljeno je kao Đingđu. Tajvansko ime za ovu vrstu opere, Guođu ili „nacionalna drama”, odražava sporove oko istinskog sedišta kineske vlade.

## Istorija

### Poreklo
Pekinška opera je rođena kada su Četiri velike Anhui trupe donele Hui operu, ili ono što se danas zove Huiju, 1790. godine u Peking, za osamdeseti rođendan cara Ćenlonga 25. septembra. To je prvobitno je bilo postavljeno za dvor i tek je kasnije bilo dostupno javnosti. Godine 1828, nekoliko poznatih Hubei trupa stiglo je u Peking i nastupilo zajedno sa trupama Anhuija. Kombinacija je postepeno formirala melodije pekinške opere. Generalno se smatra da je pekinška opera u potpunosti formirana do 1845. godine. Iako se zove pekinška opera (pekinški pozorišni stil), njeno poreklo je u širim oblastima glavnog grada provincije Anhui (Grad Anking), uključujući južni Anhui i istočni Hubei, koji dele sličan dijalekt sjađangskog mandarinskog (donji Jangce). Dve glavne melodije pekinške opere, Xipi i Erhuang, izvedene su iz Han opere nakon otprilike 1750. Melodija pekinške opere je izuzetno slična melodiji Han opere, stoga je Han opera nadaleko poznata kao Majka pekinške opere. Xipi doslovno znači „lutkarska predstava“, misleći na lutkarsku predstavu koja je nastala u provinciji Šensi. Kineske lutkarske predstave uvek uključuju pevanje. Veliki deo dijaloga se takođe odvija u arhaičnom obliku mandarinskog kineskog, kojem su najbliži džongjuanski mandarinski dijalekti Henana i Šanksija. Ovaj oblik mandarinskog je zabeležen u knjizi  Zhongyuan Yinyun. Takođe je apsorbovao muziku iz drugih opera i lokalnih Džili muzičkih oblika. Neki naučnici veruju da je Xipi muzička forma izvedena iz istorijskog Ćinćanga, dok su mnoge konvencije o inscenaciji, elementima izvođenja i estetskim principima zadržane iz Kuenću, formi koja joj je prethodila kao dvorska umetnost.

## Literatura
- Banu, Georges; Wiswell, Ella L.; Gibson, June V. (1986). „Mei Lanfang: A Case against and a Model for the Occidental Stage”. Asian Theatre Journal. 3 (2): 153—178. JSTOR 1124399. doi:10.2307/1124399.
- Brockbank, J. Philip (1988). „Shakespeare Renaissance in China”. Shakespeare Quarterly. 39 (2): 195—204. JSTOR 2870630. doi:10.2307/2870630.
- Chang, Donald; Mitchell, John D.; Yeu, Roger (1974). „How the Chinese Actor Trains: Interviews with Two Peking Opera Performers”. Educational Theatre Journal. 26 (2): 183—191. JSTOR 3206634. doi:10.2307/3206634.
- Chang, Huei-Yuan Belinda (1997). „A Theatre of Taiwaneseness: Politics, Ideologies, and Gezaixi”. TDR. 41 (2): 111—129. JSTOR 1146628. doi:10.2307/1146628.
- Chen, Jingsong (1997). „To Make People Happy, Drama Imitates Joy: The Chinese Theatrical Concept of Mo”. Asian Theatre Journal. 14 (1): 38—55. JSTOR 1124084. doi:10.2307/1124084.
- Chou Hui-ling (1997). „Striking Their Own Poses: The History of Cross-Dressing on the Chinese Stage”. TDR. 41 (2): 130—152. JSTOR 1146629. doi:10.2307/1146629.
- Diamond, Catherine (1994). „Kingdom of Desire: The Three Faces of Macbeth”. Asian Theatre Journal. 11 (1): 114—133. JSTOR 1124387. doi:10.2307/1124387.
- Fei, Faye Chunfang; Sun, William Huizhu (2006). „Othello and Beijing Opera: Appropriation As a Two-Way Street”. TDR. 50 (1): 120—133. JSTOR 4492662.
- Goldstein, Joshua (1999). „Mei Lanfang and the Nationalization of Peking Opera, 1912-1930”. East Asian Cultures Critique. 7 (2): 377—420. doi:10.1215/10679847-7-2-377 — преко Project Muse.
- Guy, Nancy A. (1990). „The Appreciation of Chinese Opera: A Reply to Ching-Hsi Perng”. Asian Theatre Journal. 7 (2): 254—259. JSTOR 1124341. doi:10.2307/1124341.
- Guy, Nancy A. (1995). „Peking Opera as "National Opera" in Taiwan: What's in a Name?”. Asian Theatre Journal. 12 (1): 85—103. JSTOR 1124469. doi:10.2307/1124469.
- Guy, Nancy (1999). „Governing the Arts, Governing the State: Peking Opera and Political Authority in Taiwan”. Ethnomusicology. 43 (3): 508—526. JSTOR 852559. doi:10.2307/852559.
- Guy, Nancy (2001). „Brokering Glory for the Chinese Nation: Peking Opera's 1930 American Tour”. Comparative Drama. 35 (3/4): 377—392. JSTOR 41154150. doi:10.1353/cdr.2001.0025.
- Lau, Jenny Kwok Wah (1995). „"Farewell My Concubine": History, Melodrama, and Ideology in Contemporary Pan-Chinese Cinema”. Film Quarterly. 49 (1): 16—27. JSTOR 1213489. doi:10.1525/fq.1995.49.1.04a00030.
- Hsu, Dolores Menstell (1964). „Musical Elements of Chinese Opera”. The Musical Quarterly. 50 (4): 439—451. JSTOR 740955. doi:10.1093/mq/L.4.439.
- Jinpei, Huang (1989). „Xipi and Erhuang of Beijing and Guangdong styles”. Asian Music. 20 (2): 152—195. JSTOR 834024. doi:10.2307/834024.
- Mackerras, Colin Patrick (1976). „Theatre and the Taipings”. Modern China. 2 (4): 473—501. JSTOR 188958. doi:10.1177/009770047600200404.
- Mackerras, Colin (1984). „Drama and Politics in the China of the Twelfth Party Congress”. Asian Theatre Journal. 1 (2): 147—165. JSTOR 1124562. doi:10.2307/1124562.
- Perng, Ching-Hsi (1989). „At the Crossroads: Peking Opera in Taiwan Today”. Asian Theatre Journal. 6 (2): 124—144. JSTOR 1124455. doi:10.2307/1124455.
- Rao, Nancy Yunhwa (2000). „Racial Essences and Historical Invisibility: Chinese Opera in New York, 1930”. Cambridge Opera Journal. 12 (2): 135—162. JSTOR 3250710. doi:10.1017/S095458670000135X.
- Rodríguez, Héctor (1998). „Questions of Chinese Aesthetics: Film Form and Narrative Space in the Cinema of King Hu”. Cinema Journal. 38 (1): 73—97. JSTOR 1225736. doi:10.2307/1225736.
- Thorpe, Ashley (2005). „Only Joking? The Relationship between the Clown and Percussion in "Jingju"”. Asian Theatre Journal. 22 (2): 269—292. JSTOR 4137134. doi:10.1353/atj.2005.0034.
- Ward, Barbara E. (1979). „Not Merely Players: Drama, Art and Ritual in Traditional China”. Man. 14 (1): 18—39. JSTOR 2801638. doi:10.2307/2801638.
- Wichmann, Elizabeth (1990). „Tradition and Innovation in Contemporary Beijing Opera Performance”. TDR. 34 (1): 146—178. JSTOR 1146013. doi:10.2307/1146013.
- Wichmann, Elizabeth (1994). „Xiqu Research and Translation with the Artists in Mind (in Symposium: What More Do We Need to Know about Chinese Theatre?)”. Asian Theatre Journal. 11 (1): 96—119. JSTOR 1124385.
- Wichmann-Walczak, Elizabeth (2000). „"Reform" at the Shanghai Beijing Opera Company and Its Impact on Creative Authority and Repertory”. TDR. 44 (4): 96—119. JSTOR 1146865. doi:10.1162/10542040051058500.
- Yang, Daniel S. P. (1971). „Censorship: 8 Model Works”. TDR. 15 (2): 258—261. JSTOR 1144648.
- Yang, Richard F. S. (1969). „Behind the Bamboo Curtain: What the Communists Did to the Peking Opera”. Asian Theatre Journal. 21 (1): 60—66. JSTOR 3205778. doi:10.2307/3205778.
- Peide, Zha; Jia, Tian (1988). „Shakespeare in Traditional Chinese Operas”. Shakespeare Quarterly. 39 (2): 204—211. JSTOR 2870631. doi:10.2307/2870631.
- Goldstein, Joshua (2007). Drama Kings: Players and Publics in the Re-creation of Peking Opera, 1870–1937. University of California Press. ISBN 978-0-520-24752-9.
- Halson, Elizabeth (1966). Peking Opera: A Short Guide. Oxford University Press.
- Wichmann, Elizabeth (1991). Listening to Theatre: The Aural Dimension of Beijing Opera. University of Hawaii Press. ISBN 978-0-8248-1221-8.
- Xu Chengbei (2005). An Afternoon Tea of Beijing Opera Tidbits. Превод: Yawtsong Lee. Long River Press. стр. 163. ISBN 978-1-59265-057-6.
- Xu Chengbei (2012). Peking Opera. Превод: Chen Gengtao. Cambridge University Press. ISBN 978-0-521-18821-0.
- Tian, Min (2012). Mei Lanfang and the Twentieth Century International Stage: Chinese Theatre Placed and Displaced. New York: Palgrave Macmillan.